# Колби (Канзас)
Колби (енгл. Colby) град је у америчкој савезној држави Канзас.

## Демографија
По попису из 2010. године број становника је 5.387, што је 63 (-1,2%) становника мање него 2000. године.
| Група             | 2000.         | 2010.         |
| Белци             | 5.221 (95,8%) | 5.014 (93,1%) |
| Афроамериканци    | 35 (0,6%)     | 39 (0,7%)     |
| Азијати           | 21 (0,4%)     | 34 (0,6%)     |
| Хиспаноамериканци | 108 (2,0%)    | 218 (4,0%)    |
| Укупно            | 5.450         | 5.387         |